# Da Boom
«Da Boom» (рус. «Ба-бах!») — третья серия второго сезона мультсериала «Гриффины». Премьерный показ состоялся 26 декабря 1999 года на канале FOX. В России премьерный показ состоялся 3 июня 2002 года на канале Рен-ТВ.

## Сюжет
После предупреждения человека в костюме цыплёнка о том, что грядёт конец света в связи с «проблемой 2000», Питер закрывает свою семью в подвале 31 декабря 1999 года. И действительно, через несколько секунд после наступления нового года происходит ядерный катаклизм, оставивший от Куахога ядерные руины. Выжившие горожане превратились в мутантов или остались калеками. Сосед Питера Джо вплавился по пояс в асфальт, а закадычные друзья Куагмир и Кливленд слились в одно существо и теперь зовутся Куагленд (или Кливмир по версии второго). Ведущие пятого телеканала опустились до каннибализма, съев азиатку-репортёра Тришу Таканаву.
Питер по незнанию съедает все сублимированные продукты запасенные на несколько лет вперед, магазины города опустошены. Семье приходится отправиться в путешествие в город Нейтик (штат Массачусетс), где, по словам Питера, находится уцелевшая фабрика пончиков Twinkie. По пути семье попадается банда несмышленых мародеров с большой дороги, придорожный акын, поющий про всё, что попадется на глаза. У границы Нэтика Стьюи попадает в лужу с ядерными отходами, из-за которых превращаются в атомного урода с щупальцами.
В Нейтике обнаруживаются неистощимые запасы пончиков и семья Гриффинов основывает там город Нью-Куахог. Через год в городке возрождается цивилизация, Питера избирали пожизненным мэром, поскольку он первым обнаружил уцелевшую фабрику. Гриффин, выкорчеванный из бетона Джо и Куагленд составляют Городской совет. Несмотря на разумные советы друзей, Питер совершает несколько фатальных ошибок в руководстве, а последней каплей становится то, что Питер пустил городской водопровод на стволы для оружия, боясь появления новых врагов.
Тем временем, мутировавший Стьюи внезапно откладывает груду яиц в своей комнате.
Питера смещают с должности мэра Нью-Куахога и вместе с семьёй изгоняют из города. Гриффины решают отправиться на фабрику мороженого Carvel в городе Фреймингхем (штат Массачусетс).
Жители Нью-Куахога сожгли всё созданное Питером оружие, но из яйцекладки Стьюи успели вылупиться его точные копии, которые нападают  и перебивают всех жителей города. Нью-Куахог уничтожен, а ничего не подозревающие об этом Гриффины удаляются от него, напевая походные песенки.
Эпизод заканчивается тем, что Памела Барнс Юинг просыпается и рассказывает о своём сне мужу Бобби, полностью пересказывая серию.

## Создание
Автор сценария: Нейл Голдман и Гарретт Донован.
Режиссёр: Боб Жак.
Приглашённые знаменитости: Патрик Даффи (Бобби Юинг), Виктория Принсипал (в роли Памелы Юинг), Джек Перкинс и Уилл Сассо.